# سزاریا اوورا
سیزاریا ایوورا (به پرتغالی: Cesária Évora) ‏ (۲۷ اوت ۱۹۴۱ – ۱۷ دسامبر ۲۰۱۱) یک خواننده عامه‌پسند اهل کشور کیپ ورد بود. به دلیل آن که در اجراهایش با پای برهنه روی صحنه حاضر می‌شد، به او «آوازه‌خوان پابرهنه» (Barefoot Diva) گفته می‌شد. به ایوورا لقب «ملکهٔ مورنا» (Queen of Morna) نیز داده‌اند.
صدای ایوورا بسیار بم بود و معمولاً با صدای بیلی هالیدی مقایسه می‌شد.

## زندگی و حرفه
سیزاریا ایوورا موسیقی را با خواندن در بارهای زادگاهش، میندلو آغاز کرد. او که تا سال ۱۹۸۸ هیچ اثری از خود ضبط نکرده بود، در سال ۲۰۰۴ برنده جایزه گرمی شد. آلبوم چهارم این خواننده با نام «خانم پرفومادور» (۱۹۹۲) زندگی حرفه‌ای‌اش را متحول کرد. این آلبوم بیش از ۳۰۰ هزار نسخه در سراسر جهان به فروش رفت. ایوورا در کل ۱۰ آلبوم منتشر کرد.
وضعیت جسمی اوورا به دلیل مصرف زیاد الکل و سیگار به تدریج بدتر شد تا اینکه در سال ۲۰۰۸ و در میانه توری که در استرالیا برگزار کرده بود، سکته قلبی کرد. پس از مرگ او در سال ۲۰۱۱، دو روز عزای عمومی در کشور کیپ ورد اعلام شد.

## ترانه‌ها
- سوداد نام یکی از ترانه‌های مشهور سیزاریا ایوورا است. که در نمایشنامه خفه‌شو عزیزم اثر محمد صالح علاء در آن یاد شده است.